# Phastia maricolor
Phastia maricolor är en fjärilsart som beskrevs av William James Kaye 1922. Phastia maricolor ingår i släktet Phastia och familjen tandspinnare. Inga underarter finns listade i Catalogue of Life.